# Aimable Julien
Pour les articles homonymes, voir Julien.
Aimable Julien est un homme politique français né le 15 juillet 1810 à Rouen (Seine-Inférieure) et mort à Mantes-la-Jolie le 8 avril 1880.

## Biographie
Ouvrier mécanicien à l'Imprimerie Mame à Tours, puis conducteur de trains à la Compagnie du chemin de fer d'Orléans, Aimable Julien est député d'Indre-et-Loire de 1848 à 1849, siégeant au centre droit. 
Il se marie à Paris en 1841 avec Françoise Hermine Dandré.
Il meurt à Mantes-la-Jolie le 8 avril 1880.